# Corelli-Trio
Das Corelli-Trio (polnisch Trio Correlli’ego) sind eine Gruppe aus drei Brandungspfeilern aus Andesit im Archipel der Südlichen Shetlandinseln. Sie liegen zwischen dem False Round Point und Ridley Island vor der Nordküste von King George Island.
Polnische Wissenschaftler benannten sie 1984 nach dem italienischen Komponisten Arcangelo Corelli (1653–1713).